# Rhinella hoogmoedi
Rhinella hoogmoedi é uma espécie de anfíbio da família Bufonidae. Endêmica do  Brasil, onde pode ser encontrada nos estados do Ceará, Pernambuco, Alagoas, Bahia, Espírito Santo, Rio de Janeiro, São Paulo e Paraná.